# Ratpenat zeneta
El ratpenat zeneta (Myotis zenatius) és una espècie de ratpenat de la família dels vespertiliònids. Viu a les regions mediterrànies del Marroc, Algèria i, possiblement, Tunísia. Forma colònies a l'interior de coves. Té una llargada de cap a gropa de 46 mm i la cua de 42 mm. El seu nom específic, zenatius, significa 'zeneta' en llatí. Com que fou descobert fa poc, la Unió Internacional per a la Conservació de la Natura (UICN) encara no n'ha avaluat l'estat de conservació, però els seus descriptors consideren que podria estar amenaçat per la seva raresa i activitats humanes com la mineria.